# ۱۴۳ (قمری)
۱۴۳ (قمری)، صد و چهل و سومین سال در گاهشماری هجری قمری است. اول محرم این سال برابر با بیست و ششم آوریل سال ۷۶۰ میلادی است.